# Роџерс центар
Роџерс центар (енгл. Rogers Centre) је спортски стадион у Торонту који је у власништву истоимене медијске компаније.